# Uca marguerita
Uca marguerita är en kräftdjursart som beskrevs av Thurman 1981. Uca marguerita ingår i släktet vinkarkrabbor, och familjen Ocypodidae. Inga underarter finns listade i Catalogue of Life.